# Alorboeboekuil
De alorboeboekuil (Ninox plesseni) is een vogel uit de familie Strigidae (Echte uilen). De vogel werd in 1929 door  Erwin Stresemann geldig beschreven als ondersoort: N. fusca plesseni. Volgens onderzoek gepubliceerd in 2017 kan de vogel als aparte soort worden opgevat.

## Verspreiding en leefgebied
Deze soort komt voor op Alor (noordelijk van Timor). De soort staat als niet bedreigd op de Rode Lijst van de IUCN.